# كتاب خالد (رواية)
كتاب خالد هي رواية نشرت عام 1911 للكتاب العربي اللبناني الأمريكي أمين الريحاني. ألفها أثناء اقامته في منطقة جبال لبنان، وتعتبر أول رواية لكاتب عربي- أمريكي باللغة الإنجليزية. صور الكتاب جبران خليل جبران، وغالبا ما يشار لتأثير رواية خالد على كتاب جبران الشهير النبي.[1]

## أفكار الرواية
تصور الرواية مشكلات هجرة العرب إلى الولايات المتحدة مع بداية القرن العشرين. ففي ذلك العام كان عمر الريحاني 35 سنة (ولد سنة 1876 وتوفي سنة 1940)، قضى معظمها يحاول تعريف الأميركيين بالثقافة العربية، وفي الجانب الآخر يفعل العكس لتعريف العرب بالولايات المتحدة.
أما «كتاب خالد» الذي نشر في نيويورك، فهو عبارة عن قصة لمهاجرين شابين من بعلبك إلى نيويورك، يستقران في منهاتن الدنيا ويمتهنان بيع بعض المنتجات البسيطة في شوارع المدينة. احدهما، واسمه خالد، يصل إلى نبوءة مفادها ان العلاقة بين الولايات المتحدة والعرب ستكون مفصلية في استتباب الأمن في العالم. أما في الجزء الآخر من الرواية، فيعود خالد إلى لبنان وسوريا ليبدأ بمخاطبة الناس، محاولا اقناعهم أن المبادئ التي قامت عليها الولايات المتحدة الأمريكية يمكن ان تلهم العالم العربي في مشروعه النهضوي الإصلاحي، وقبله في محاولاتهم الاستقلال عن الامبراطورية العثمانية. وتنتهي الرواية عندما يقوم العثمانيون بمحاكمة خالد ومطاردته في الصحراء. يذكر أن المؤسسة العربية للدراسات والنشر قد قامت باعداد ونشر ترجمة جديدة لهذه الرواية باللغة العربية هذا العام.

## أحداث الرواية
تقول الرواية في طياتها إن خالد وشكيب هاجرا من بعلبك إلى نيويورك. (قال كثير من الذين كتبوا عن الريحاني، إن الرواية ترمز إلى قصة حياته، إن لم تكن تصورها)، وقضيا أسابيع في السفينة، كما قضيا ساعات في الصفوف الطويلة في جزيرة «أليس» حيث كانت ترسو السفن، ويسجل موظفو الهجرة أسماء المهاجرين الجدد، وحيث الأسئلة الحرجة، وخاصة الأسماء الغريبة، مما اضطر الكثير من المهاجرين العرب لأن يغيروا أسماءهم التي بدت معقدة لموظفي الهجرة «لي أسماء إنجليزية سهلة النطق والكتابة».[2]
وفي «الدنيا الجديدة» عاش خالد وشكيب الحياة الجديدة بجانبيها:
الأول: كسب العيش (بطاولة تجرها عجلات تحمل خردوات وتدفع من شارع إلى شارع).
الثاني: صراع الهوية (هل أنا عربي؟ هل أنا أميركي؟).
وكانا يتناقشان عن جانبي الحياة: عن كسب العيش، وعن معنى العيش، عن المظهر والملبس والمأكل والمشرب، وعن التفكير والتأمل والتفلسف.
ورغم أن الصبيين عملا معا، في البداية، في بيع الخردوات، فإنهما في وقت لاحق، تفرقا:
الأول، شكيب، ركز على التجارة، ليوفر ويستثمر.
والثاني، خالد، ركز على القراءة والكتابة ليتفلسف. (ثم أحرق عربة الخردوات، وقال إن التجارة والعمل المالي فيه كثير من خداع الناس وعدم الأمانة).
لكن، ربما مثل كل مهاجر عربي إلى أميركا، لم يكن التحول سهلا بالنسبة لخالد (لأنه واجه مشكلتين في وقت واحد: التحول من عربي إلى أميركي، ونقد الرأسمالية الأميركية).
في الجانب الآخر، واجه شكيب مشكلة واحدة (التحول إلى أميركي)، وساعدته رأسماليته في هذا التحول. وبينما صار شكيب رجل أعمال ناجحا، صار خالد بوهيميا، يبحث عن الحقيقة في زهد ولا مبالاة.
وعندما دخل خالد مجال السياسة، واجه مشكلة ثالثة، وهي فساد السياسيين ونفاقهم. وتآمر ضده سياسيون، واتهموه هو نفسه بالفساد و«أكل المال العام». واعتقل وسجن. ونشرت صحف نيويورك تقارير يومية عن «العربي اللص»، بإيعاز من أعدائه سياسيي نيويورك. وأسرع شكيب ودفع مالا يكفي لإطلاق سراحه.
ورغم أن خالد قضى فترة قصيرة في السجن، بحسب ما جاء في الرواية، فإنها كانت كافية ليتأمل فيما وصلت إليه حياته في «الدنيا الجديدة». وكتب: «مع الحرية يوجد الفساد، ومع العدل يوجد الظلم، ومع التفاؤل يوجد التشاؤم». واعتبر خالد أن هذا هو درس أميركا الأول. وكان يمكنه أن يقول إن العاقل هو الذي يؤمن بأن «أميركا ليست نعيما وليست جحيما». ويتمتع بمحاسنها ويتجنب مساوئها. لكن يبدو أن التشاؤم تغلب عليه، وقرر أن يعود إلى لبنان. ويا ليته لم يعد. كان يعتقد أنه لا يزال لبنانيا، رغم أنه تأمرك كثيرا. لكن اللبنانيين الذين كان تركهم نظروا إليه على أنه أميركي. وفشل فشلا ذريعا في أن يثبت لهم أنه لا يزال لبنانيا.
ومثل صراع الهوية الذي عانى منه في نيويورك، عانى من صراع هوية جديد في لبنان. ثم عانى من صراع ثان، ليس مع نفسه، ولكن مع كنيسته المارونية، رغم أنه لم يغير دينه في أميركا، لكنه كان قد تشبع بروح التسامح الديني. ولهذا، عندما عاد إلى بيروت، تمرد على التشدد، ليس فقط داخل الكنيسة المارونية، ولكن أيضا، في علاقتها مع طوائف مسيحية أخرى، ناهيك عن المسلمين. ثم عانى أمين الريحاني من صراع ثالث مع الإمبراطورية التركية، عندما بدأ يلقي محاضرات ويقود مظاهرات ضد الأتراك. ومثلما فصله القساوسة المارونيون، اعتقله الحكام الأتراك، كما عانى الريحاني صراعا آخر واجهه كان مع الحياة كلها، لأنه في نهاية الرواية، اختفى.
وهكذا يبدو واضحا أن الموضوع الرئيس للرواية هو محاولة التوفيق بين الثقافة والقيم الغربية والثقافة والقيم العربية. وهو قلق انعكس في كثير من كتابات الريحاني، وكتابات وأشعار وروايات غيره من المهاجرين العرب الأوائل، مثل جبران خليل جبران.
وفي الرواية، يتأمل خالد كثيرا في محاسن ومساوئ الحياة الأميركية، ويغضب بسبب المساوئ، وربما ما كان يجب أن يغضب. ربما كان عليه أن يعتبر أن المحاسن والمساوئ «توازن» بعضها البعض.
وهو نفسه، ربما من غير أن يدري، أثبت كثرة محاسن أمريكا، وخاصة:
- أولا: الحرية التي كانت دافعه الأول بعد أن عاد إلى لبنان، واشترك مع العالم العربي في صراعه ضد الإمبراطورية العثمانية.
- ثانيا: التسامح الديني الذي ظهر في مشكلاته مع الكنيسة المارونية، وفي دعوته للتسامح وسط المسيحيين ومع المسلمين. ولم يتردد، خلال سنوات النضال ضد الأتراك، في زيارة مساجد ومخاطبة المسلمين هناك.

لكنه، طبعا، مثل غيره من المهاجرين العرب إلى أميركا، دفع الثمن. ثم زاد عليهم ودفع ثمنا آخر لأنه عاد إلى الوطن الأم.

## الذكرى المئوية
في نيسان/أبريل 2011، احفلت مكتبة الكونغرس بمرور مائة سنة على صدور كتاب خالد وخصصت المكتبة يوما للاحتفال بكاتبها أمين الريحاني وأعماله الأدبية.
شمل احتفال مكتبة الكونغرس محاضرات وندوات استمرت يوما كاملا، وأشرف عليها قسم الشرق الأوسط ومعهد أمين الريحاني. وأطلقت المكتبة ما يعرف بسنة أمين الريحاني العالمية، حيث سيحتفى بالأديب طوال سنة كاملة من خلال أنشطة متنوعة للتذكير بأعماله والدور الجليل الذي لعبه. ومن الذين تحدثوا في المؤتمر الأسبوع الماضي، سهيل بشروني، أستاذ في جامعة ماريلاند، وكتب كتبا عن الريحاني، وروجر ألين، أستاذ الفكر الاجتماعي في جامعة بنسلفانيا، وأنطوان شديد، سفير لبنان لدى الولايات المتحدة. واختتم المؤتمر الباحث والناقد سعد البازعي، عضو مجلس الشورى في المملكة العربية السعودية، الذي توقف عند مكانة الريحاني في حركة النهضة العربية، وعلى تمكن فيلسوف الفريكة من اختراق الأدب العربي الحديث إلى الآداب العالمية. وأشار موقع «مكتبة الكونغرس» على شبكة الإنترنت إلى أن «أمين الريحاني هو الكاتب العربي - الأميركي الأكثر تأثيرا ومن بين الأكثر شهرة في العالم».

## روابط خارجية
- كتاب خالد على موقع الموسوعة البريطانية (الإنجليزية)
- مستويات التأشير ووظائفه من خلال كتاب خالد لأمين الريحاني